# Rear Straight Exhaust
RSE staat voor: Rear Straight Exhaust. Dit is een uitlaatsysteem van Yamaha-motorfietsen.
Doordat de cilinders op de TZR 250 wegracer uit 1989 achterstevoren waren gemonteerd, konden de uitlaten recht naar achteren lopen, en kon eenvoudiger de juiste uitlaat worden gekozen voor een goede vermogensafgifte. Het idee werd al in 1953 toegepast door MZ.